# Tjort

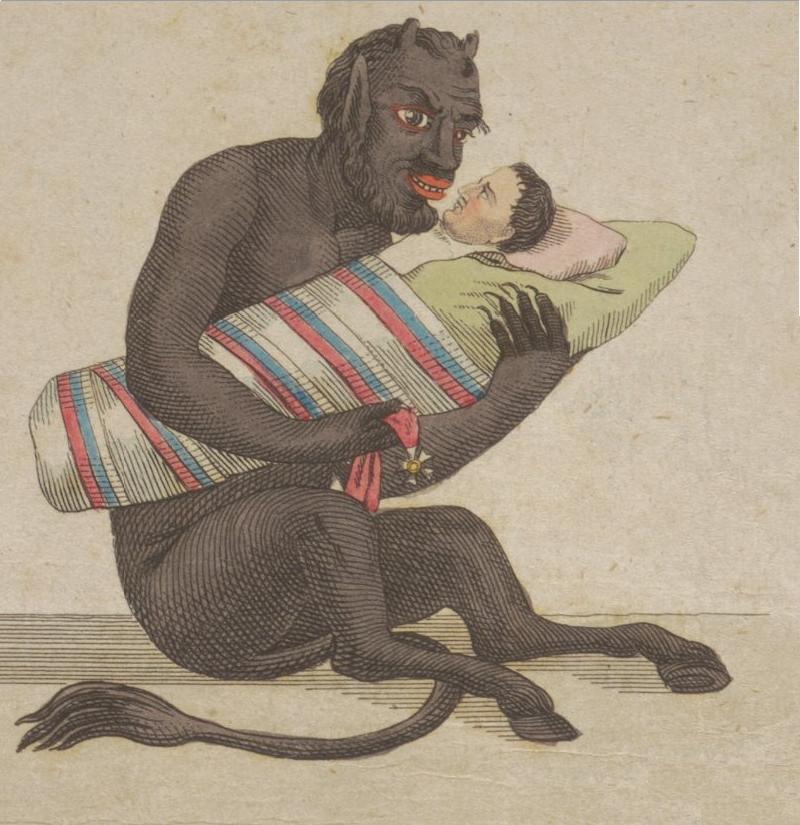
Tjort.

Tjort (ryska: Чёрт) anses vara en demon med horn, klövar, smal svans och ett grisansikte i den slaviska mytologin.